# Ángel Francisco Caraballo Fermín
Ángel Francisco Caraballo Fermín (Puerto Ordaz, 30 de maio de 1965) é um clérigo venezuelano e nomeado arcebispo católico romano de Cumaná.

## Vida
Ángel Francisco Caraballo Fermín estudou filosofia no seminário de Barquisimeto e teologia no colégio eclesiástico internacional de Bidasoa , na Espanha. Obteve seu Bacharelado em Teologia pela Universidade de Navarra. O Bispo de Ciudad Guayana, Ubaldo Ramón Santana Sequera FMI, ordenou - o sacerdote em 7 de dezembro de 1991.
Após estudos posteriores na Pontifícia Universidade de Santa Croce, em Roma, obteve a licenciatura em Direito Canônico e Direito de Família. Além de seu trabalho como pastor, ele lecionou no seminário da diocese de Ciudad Guayana e foi chanceler da cúria diocesana. Antes de sua nomeação como bispo auxiliar, ele foi vigário geral da diocese de Ciudad Guayana.
Em 30 de novembro de 2012, o Papa Bento XVI o nomeou. como bispo titular de Dagnum e o nomeou bispo auxiliar em Maracaibo. O Arcebispo de Maracaibo, Ubaldo Ramón Santana Sequera FMI, ordenou-o episcopal em 16 de fevereiro do ano seguinte ; Os co-consagradores foram o Arcebispo Pietro Parolin, Núncio Apostólico na Venezuela, e Mariano José Parra Sandoval, Bispo de Ciudad Guayana .
Em 14 de setembro de 2018, o Papa Francisco o nomeou Administrador Apostólico da Diocese de Cabimas durante o período de vacância da sé. Em 29 de janeiro de 2019, o Papa o nomeou Bispo de Cabimas. A inauguração ocorreu em 23 de março do mesmo ano.
Em 6 de março de 2025, o Papa Francisco o nomeou Arcebispo de Cumaná.